# Nossa Senhora das Neves
Nossa Senhora das Neves ist eine portugiesische Gemeinde (Freguesia) im Landkreis Beja. Auf eine Fläche von 53,1 km² verteilen sich 1525 Einwohner (Stand 19. April 2021), was einer Bevölkerungsdichte von 28,7 Einwohnern pro Quadratkilometern entspricht.